# 最悲傷的故事
，是一部2009年的韓國電影。由詩人元泰淵首次執導，講述一段有緣無份的愛情悲劇，結局動容。台灣同名電影與同名電視劇均依此電影改編。

## 劇情
自幼遭家人拋棄的電台製作人K，一直將自我內心封閉。作詞家Cream則是在一場車禍中，被奪去至親而變得孤單。遭遇相似的兩人，在命運的牽引下走到一起，成為交心的朋友，填補了彼此生活的空虛。幸福的日子直到K身患絕症，只剩下二百天的生命……

## 演員
- 權相佑 飾 Kay（姜哲奎）
- 李寶英 飾 Cream（恩媛）
- 李凡秀 飾 車朱煥
- 鄭愛妍 飾 Jenna
- 李漢偉 飾 金賈植社長
- 申玹卓 飾 民哲
- 金京龍 飾 崔PD
- 金正錫
- 林哲亨
- 善昊振
- 楊知元 飾 少時Cream

### 特別出演
- 鄭俊鎬 飾 李承徹經紀人
- 李承哲 飾 歌手李承徹
- 南奎里 飾 貓女

## 外部連結
- 開眼電影網上《最悲傷的故事》的資料（繁體中文）
- Yahoo!電影 - 故事摘要 及 用戶影評
- 互联网电影数据库（IMDb）上《比悲傷更悲傷的故事》的资料（英文）